# Anca Barna
Pour les articles homonymes, voir Barna.
Anca Barna (née le 14 mai 1977 à Cluj-Napoca en Roumanie) est une joueuse de tennis allemande, professionnelle entre 1991 et 2007.
En 2002, alors issue des qualifications, elle se hisse en finale du tournoi d'Estoril, non sans avoir battu la favorite de la compétition Angeles Montolio en quart de finale puis Dinara Safina (alors âgée de quinze ans) dans le dernier carré.
En Grand Chelem, sa meilleure performance est un troisième tour atteint en 2003 à l'Open d'Australie.
Sa sœur cadette Adriana est également une joueuse professionnelle de moindre plan.

## Palmarès

### Titre en simple dames
Aucun

### Finale en simple dames
| No | Date       | Nom et lieu du tournoi | Catégorie | Dotation  | Surface      | Vainqueure  | Score    |          |
| -- | ---------- | ---------------------- | --------- | --------- | ------------ | ----------- | -------- | -------- |
| 1  | 08/04/2002 | Estoril Open, Estoril  | Tier IV   | 140 000 $ | Terre (ext.) | Magüi Serna | 6-4, 6-2 | Parcours |

## Parcours en Grand Chelem

### En simple dames
| Année | Open d'Australie | Open d'Australie | Internationaux de France | Internationaux de France | Wimbledon       | Wimbledon           | US Open         | US Open         |
| ----- | ---------------- | ---------------- | ------------------------ | ------------------------ | --------------- | ------------------- | --------------- | --------------- |
| 1999  | -                | -                | -                        | -                        | -               | -                   | 1er tour (1/64) | Kim Clijsters   |
| 2000  | 1er tour (1/64)  | Miriam Oremans   | -                        | -                        | -               | -                   | -               | -               |
| 2001  | 1er tour (1/64)  | Kim Clijsters    | 1er tour (1/64)          | Sylvia Plischke          | 2e tour (1/32)  | Angeles Montolio    | 1er tour (1/64) | Serena Williams |
| 2002  | 1er tour (1/64)  | Petra Mandula    | 1er tour (1/64)          | Wynne Prakusya           | 1er tour (1/64) | Sandrine Testud     | 2e tour (1/32)  | Chanda Rubin    |
| 2003  | 3e tour (1/16)   | Venus Williams   | 1er tour (1/64)          | Maja Matevžič            | 1er tour (1/64) | Magdalena Maleeva   | 2e tour (1/32)  | Maria Kirilenko |
| 2004  | 2e tour (1/32)   | Lisa Raymond     | 1er tour (1/64)          | Magdalena Maleeva        | 1er tour (1/64) | Maria Elena Camerin | 1er tour (1/64) | Tatiana Golovin |
| 2005  | 1er tour (1/64)  | Shinobu Asagoe   | -                        | -                        | -               | -                   | -               | -               |

À droite du résultat, l’ultime adversaire.

### En double dames
| Année | Open d'Australie            | Open d'Australie      | Internationaux de France  | Internationaux de France | Wimbledon | Wimbledon | US Open | US Open |
| ----- | --------------------------- | --------------------- | ------------------------- | ------------------------ | --------- | --------- | ------- | ------- |
| 1997  | -                           | -                     | 1er tour (1/32) Ad. Barna | H. Nagyová P. Schnyder   | -         | -         | -       | -       |
| 2002  | 1er tour (1/32) J. Husárová | K. Boogert M. Oremans | -                         | -                        | -         | -         | -       | -       |

Sous le résultat, la partenaire ; à droite, l’ultime équipe adverse.

### En double mixte
N'a jamais participé à un tableau final.

## Parcours en Fed Cup
| #                                                                   | Date       | Lieu      | Surface      | Gagnante(s)        | Perdante(s)        | Score          |          |
|                                                                     |            |           |              |                    |                    |                |          |
| 2002 - 1/4 de finale (groupe mondial) - Espagne - Allemagne - 5 : 0 |            |           |              |                    |                    |                |          |
| 1                                                                   | 20/07/2002 | Majorque  | Terre (ext.) | Marta Marrero      | Anca Barna         | 7-62, 2-6, 6-2 | Parcours |
|                                                                     |            |           |              |                    |                    |                |          |
| 2003 - 1er tour (groupe mondial) - Allemagne - Slovaquie - 2 : 3    |            |           |              |                    |                    |                |          |
| 2                                                                   | 26/04/2003 | Ettenheim | Terre (ext.) | Anca Barna         | Ľudmila Cervanová  | 3-6, 6-2, 6-2  | Parcours |
| 2                                                                   | 26/04/2003 | Ettenheim | Terre (ext.) | Daniela Hantuchová | Anca Barna         | 2-6, 6-3, 6-1  | Parcours |
|                                                                     |            |           |              |                    |                    |                |          |
| 2003 - Barrage (groupe mondial I) - Indonésie - Allemagne - 2 : 3   |            |           |              |                    |                    |                |          |
| 3                                                                   | 19/07/2003 | Jakarta   | Dur (ext.)   | Anca Barna         | Wynne Prakusya     | 4-6, 6-0, 6-4  | Parcours |
| 3                                                                   | 19/07/2003 | Jakarta   | Dur (ext.)   | Angelique Widjaja  | Anca Barna         | 6-3, 6-1       | Parcours |
|                                                                     |            |           |              |                    |                    |                |          |
| 2005 - 1er tour (groupe mondial II) - Allemagne - Indonésie - 4 : 1 |            |           |              |                    |                    |                |          |
| 4                                                                   | 23/04/2005 | Essen     | Terre (ext.) | Anca Barna         | Romana Tedjakusuma | 6-4, 6-3       | Parcours |

## Classements WTA en fin de saison

### En simple
| Année | 1992 | 1993 | 1994 | 1995 | 1996 | 1997 | 1998 | 1999 | 2000 | 2001 | 2002 | 2003 | 2004 | 2005 |
| Rang  | 831  | 300  | 223  | 252  | 288  | 286  | 209  | 115  | 144  | 110  | 62   | 48   | 85   | 333  |

Source : (en) « Classements de Anca Barna », sur le site officiel du WTA Tour

### En double
| Année | 1992 | 1993 | 1994 | 1995 | 1996 | 1997 | 1998 | 1999 | 2000 | 2001 | 2002 | 2003 | 2004 | 2005 |
| Rang  | 641  | 419  | 456  | 296  | 138  | 189  | 712  | 176  | 241  | 174  | 192  | 154  | 253  | 542  |

Source : (en) « Classements de Anca Barna », sur le site officiel du WTA Tour